# Спєвак Андрій Олександрович
Андрій Олександрович Спєвак (нар. 4 січня 1976, Шостка) — український футболіст, що грав на позиції півзахисника.

## Ігрова кар'єра
У дорослому футболі дебютував 1994 року у складі команди «Агротехсервіс». За результатами сезону сумська команда посіла останнє місце і вибула з Першої ліги. Втім молодий півзахисник продовжив виступи у Першій лізі, наступний сезон відігравши за сєвєродонецький «Хімік». У цьому клубі гравця помітили представники головного клубу Луганщини, луганської «Зорі», яка після невдалого сезону 1995/96 також опинилися у Першій лізі. Тож сезон 1996/97 Спєвак вже розпочав у Луганську, де, втім не зміг допомогти команді повернутися до елітного дивізіону, навпаки «Зоря» ледь не продовжила пониження у класі, фінішувавши на п'ятому з кінця місці у турнірній таблиці Першої ліги. 
Втім Спєвак сезон 1997/98 все ж провів у Вищій лізі, перейшовши перед його початком до донецького «Металурга». Відіграв за донецьку команду два роки. В наступному до кінця ігрової кар'єри грав виключно в командах вищого дивізіону українського футболу — сезон 1999/2000 провів в івано-франківському «Прикарпатті», згодом протягом чотирьох сезонів захищав кольори дніпропетровського «Дніпра», після чого один сезон провів у «Кривбасі», з якого на умовах піврічної оренди перейшов до харківського «Металіста». Найуспішнішими були виступи гравця у «Дніпрі», з яким він двічі вигравав «бронзу» української футбольної першості.

## Досягнення
Чемпіонат України
- Бронзовий призер (2): 2001, 2004.